# Вольная грамота
Во́льная (отпускна́я) запись или грамота — документ, составлявшийся в России помещиком на имя крепостного в качестве подтверждения односторонней сделки составителя — освобождения зависимого человека от крепостной зависимости (частный случай манумиссии). В более широком значении вольными называют документы, составлявшиеся в рабовладельческих государствах, включая КША, как свидетельство освобождения (манумиссии) холопа или раба.

## В Российской империи
Освобождение от крепостной зависимости было оставлено Российским государством на усмотрение владельца крепостных — помещика. Отпускная, как и завещание, фиксирует одностороннее волеизъявление выдавшего её лица. Воля лица, освобождаемого от крепостной зависимости, правового значения не имела. Во избежание фальсификации уже в допетровское время отпускные грамоты подлежали регистрации в палате гражданского суда. 
В отпускной грамоте затрагивались вопросы исполнения крестьянином государственных повинностей и податей до следующей ревизии. Иногда помещик регламентировал в отпускной судьбу семьи крестьянина и его не рожденных еще детей. Встречаются и вовсе нестандартные условия, как, например, в вольной, выданной князем А. Г. Чавчавадзе крепостному художнику Георгию Майсурадзе:

Дарую ему свободу под условием, нисколько для него не стеснительным, именно в том: первое, чтобы он тотчас поступил для усовершенствования в Академию художеств в Петербурге; второе — если он в течение положенного срока, при выходе из Академии, успехами своими заслужит себе в награду вторую золотую медаль, тогда обязан будет заниматься своим искусством в пользу мою в Грузии два года; третье — если получит в награду первую серебряную медаль, тогда он, Майсурадзе, будет заниматься для меня в Грузии уже три года; четвертое — если же заслужит вторую серебряную медаль — тогда четыре года; пятое — но ежели он в срок не успеет заслужить никакого знака отличия, то должен заниматься своим искусством в Грузии и в пользу мою пять лет, а по прошествии уж оных жить, где пожелает, шестое — в случае, если степень его успехов доведена будет до того, что он при выпуске из Академии удостоен будет как художник награды первою золотою медалью, тогда за оправдание им вполне цели моей освобождаю его от всякой в отношении ко мне обязанности. Во удостоверение чего сия отпускная за подписанием моим, свидетелей и самого Майсуридзе и приложением герба моего печати дана в С.-Петербурге.
Отпускная запись составлялась и при переводе крестьянина от одного помещика к другому, например, по случаю заключения крестьянкой брака с крепостным другого помещика.